# Felix Romuliana

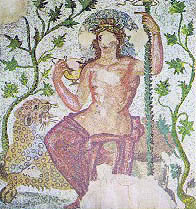
Mosaic del palau de Galeri.

Romuliana o Félix Romuliana és un jaciment arqueològic amb restes romanes prop de la població sèrbia de Gamzigrad. El lloc, a l'antiguitat, era un castrum o campament militar. Hi va néixer i hi va ser sepultat l'emperador Galeri (250-311).
L'any 2007, la Unesco el va declarar Patrimoni de la Humanitat amb el nom de Gamzigrad-Felix Romuliana – Palau de Galeri.
Situat a l'est de Sèrbia, el lloc de Gamzigrad-Felix Romuliana és un complex monumental de l'època romana tardana format per una sèrie d'edificis palatins fortificats i un conjunt construccions commemoratives situades en un turó adjacent. Va ser construït per ordre de l'emperador romà Gai Galeri Valeri Maximià, devers la fi del segle iii i el principi del segle iv. El lloc, designat amb el nom de la mare de l'emperador, Felix Romuliana, comprèn, a més del palau situat a la part nord-occidental, una sèrie de fortificacions, basíliques, temples, termes i edificis commemoratius, així com un Tetrapylon. Aquest vast complex monumental és un exemple únic en el seu gènere de l'entrellaçament de les funcions cerimonials i commemoratives.

## Història
Després de la pèrdua de la Dàcia l'any 268, l'emperador Luci Aurelià va transferir les legions a la ribera oposada del riu Danubi, i va crear província de Dacia Ripensis, amb Raciària com a capital (act. Achar).
El campament de Romuliana formava part d'aquesta província. Va ser anomenada Romuliana o Félix Romuliana en honor de Romula, la mare de l'emperador Galeri. Situat a l'encreuament de diverses vies romanes, Romuliana va arribar a ser un centre administratiu de la província i allí s'administrava l'or que produïen les mines de la regió. L'emperador Galeri, oriünd de la regió, va manar construir un palau de retir, inspirat en el palau de Spalato, erigit a la ciutat de Split (Croàcia) sota el mandat de l'emperador Dioclecià.
Si bé va continuar poblada durant l'Imperi Romà d'Orient, Romuliana fou al final destruïda per les hordes dels àvars al segle vi.

## Arqueologia
El jaciment queda avui dia 20 km al sud de Brestovac, al costat de la població de Gamzigrad. Ocupa unes sis hectàrees i mitja, on Galeri va fer aixecar un fort envoltat de diverses torres. Segons la Unesco, l'enclavament ofereix un testimoniatge únic de l'arquitectura romana adaptada al programa ideològic de la segona tetrarquia de l'imperi. En l'actualitat, encara es poden apreciar la porta occidental i els principals recintes.
S'han descobert nombrosos objectes de l'era romana: joieria, armament i monedes, que ajuden a datar els voltants. Subsisteixen a més importants vestigis de basíliques, temples, termes i un tetrapilo. Al palau construït per Galeri, es pot apreciar un bell conjunt de columnes i mosaics; un dels mosaics representa a Adonis, uns altres mostren escenes de caça.
Sobre el pujol Magura, proper al palau imperial, s'han trobat dues tombes pertanyents a l'emperador Galeri i a la seva mare Romula, morta entre els anys 303 i 305.

## Galeria d'imatges

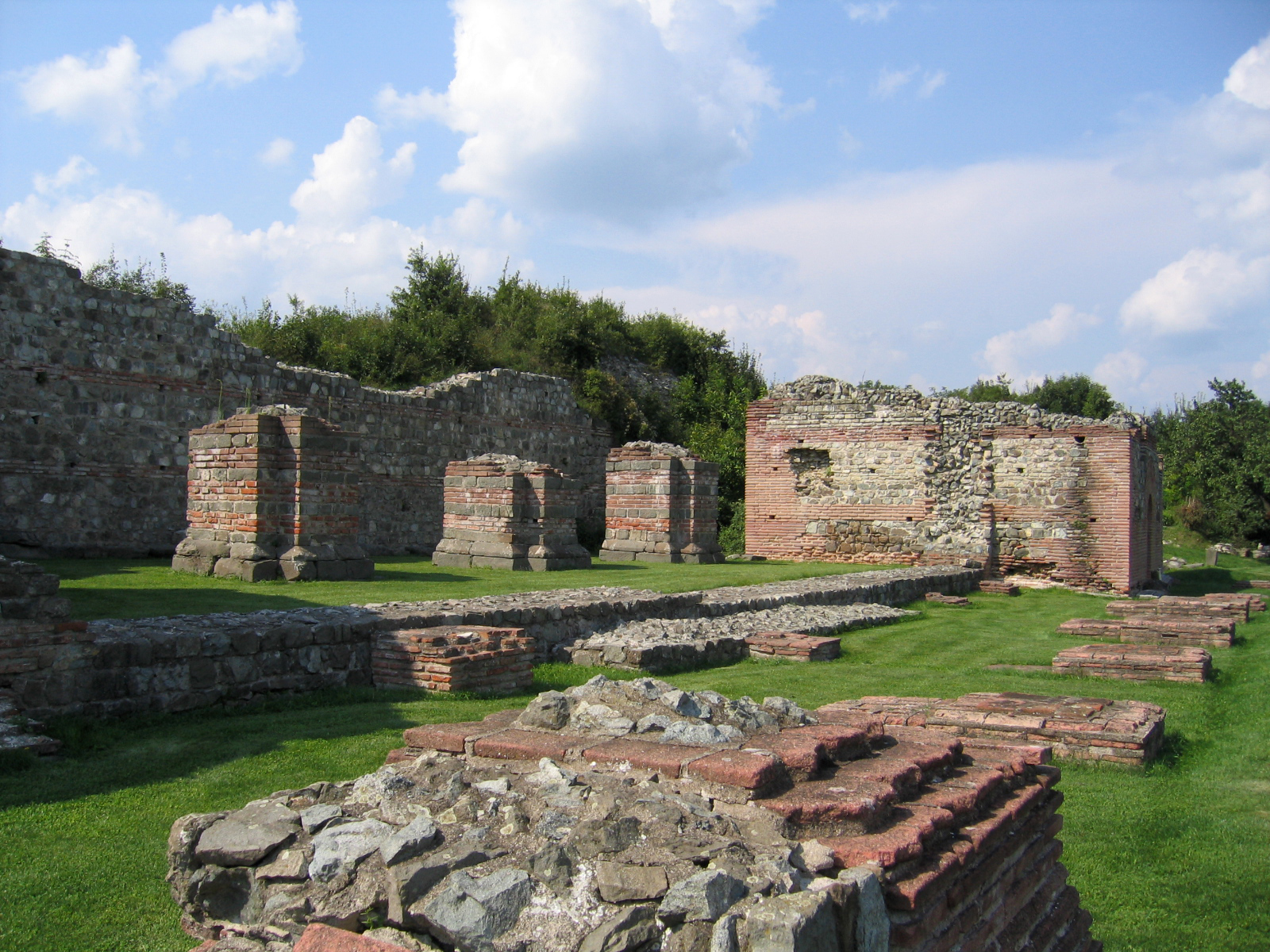
Imatge de la zona
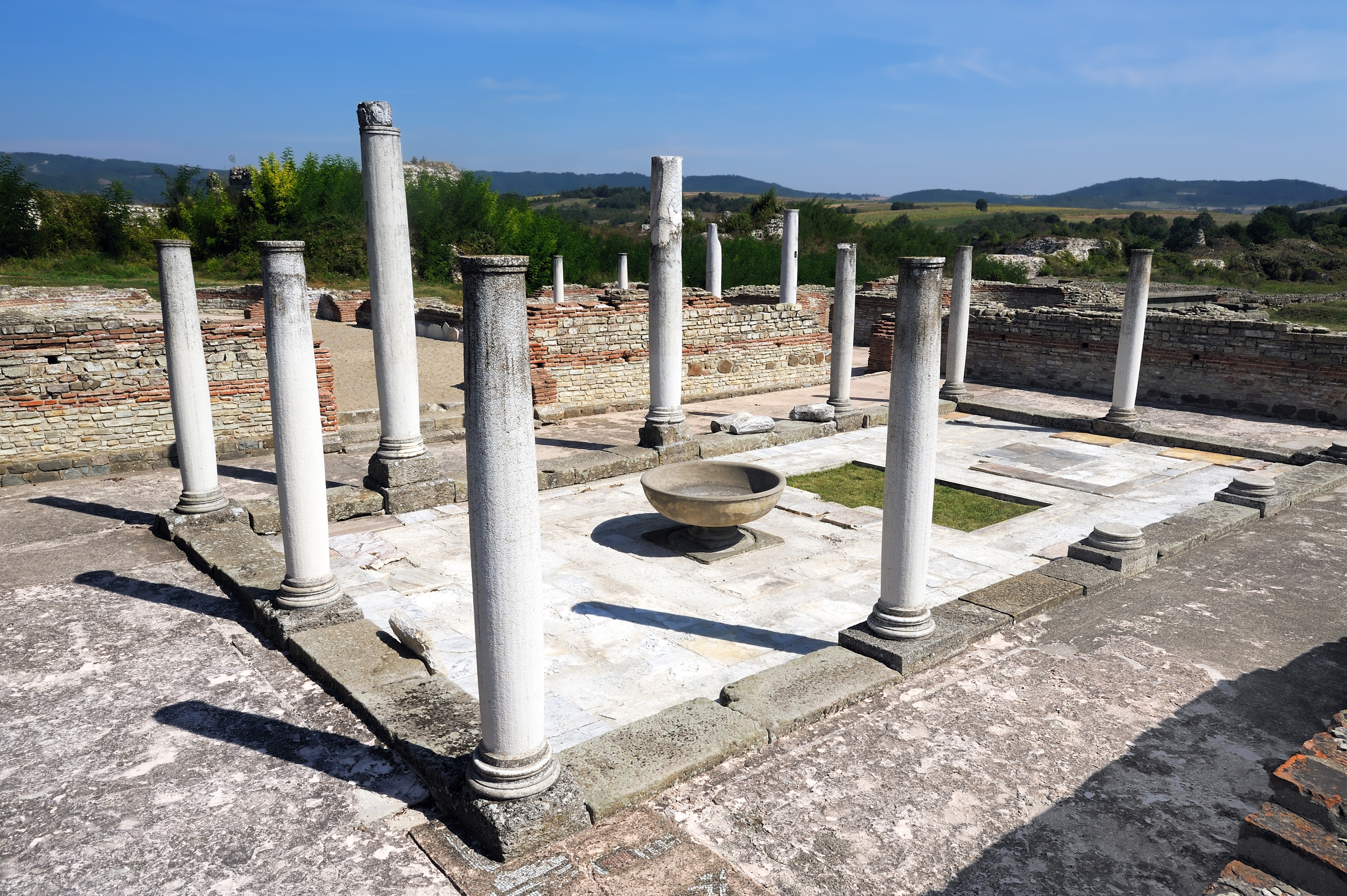
Peristil
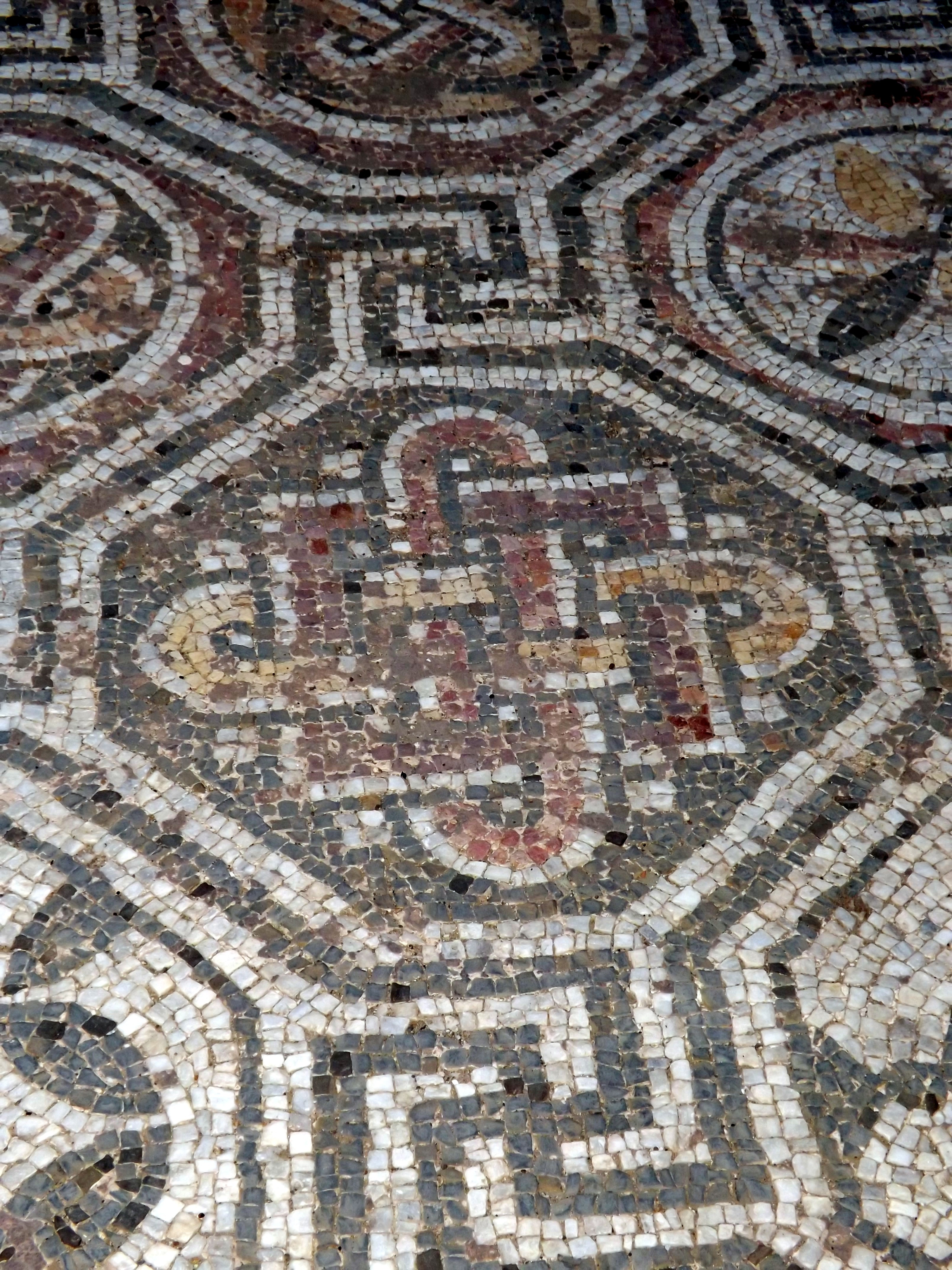
Detall d'un Mosaic
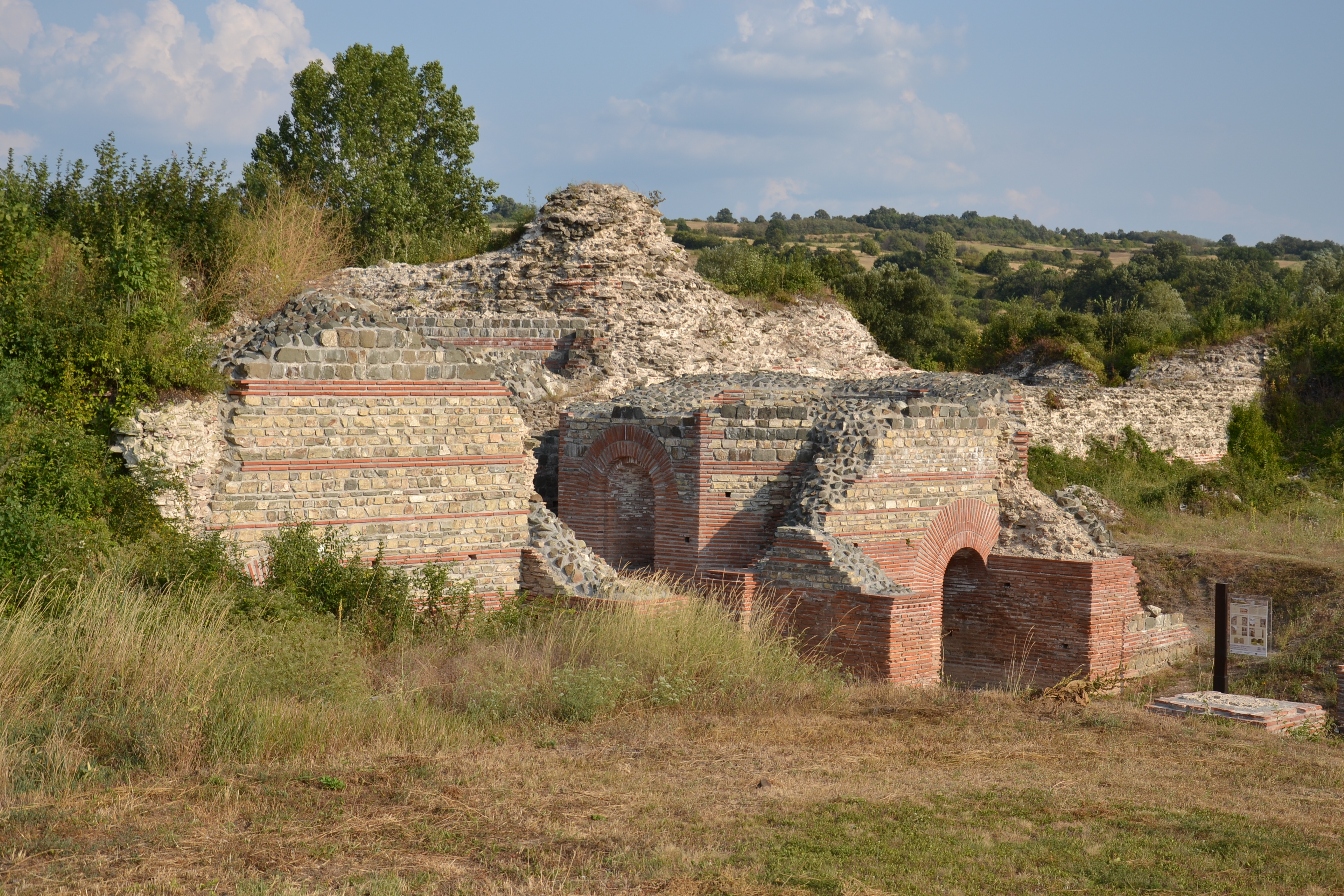
Ruïnes de la porta Est
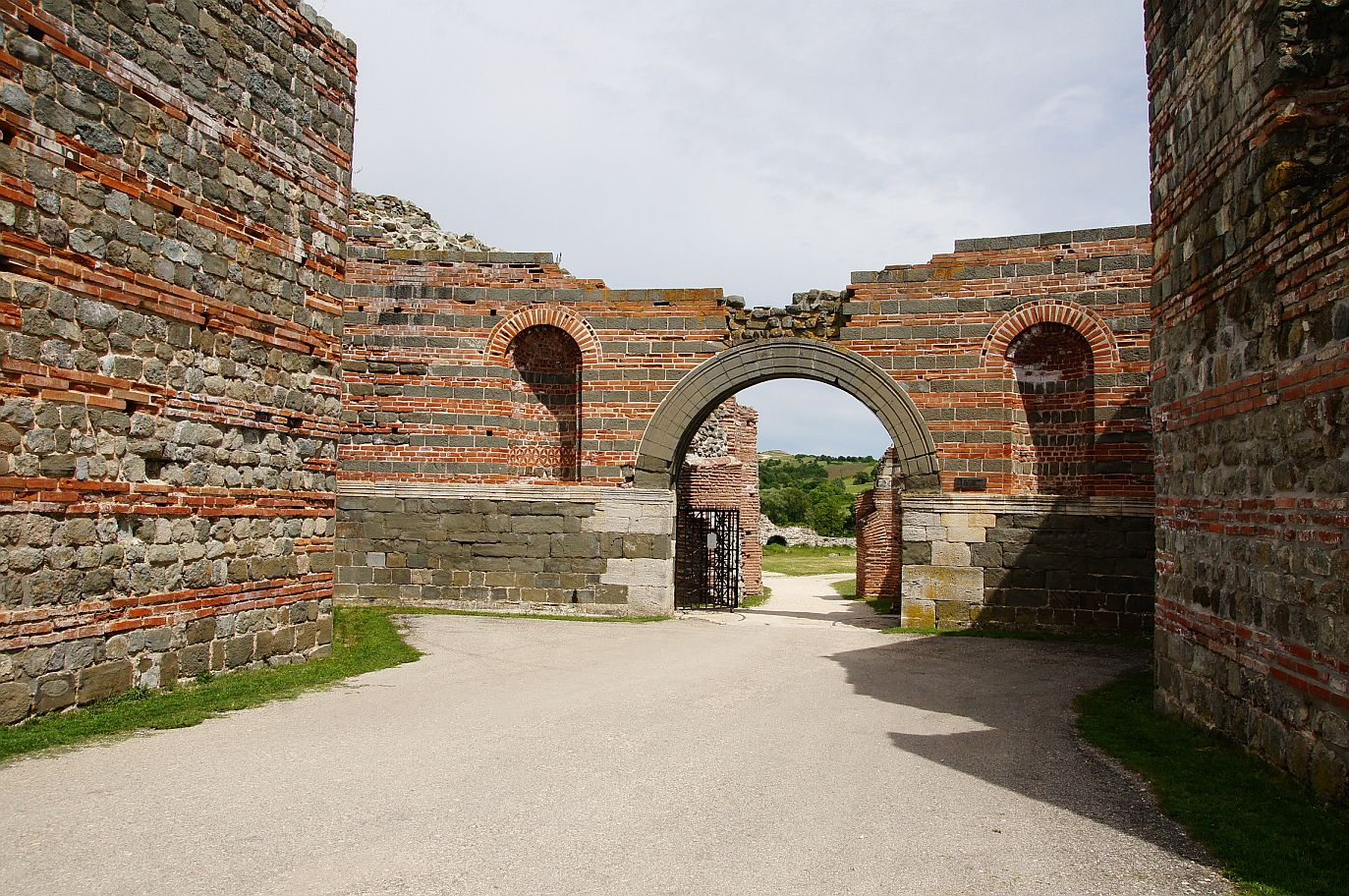
Palau de Galeri
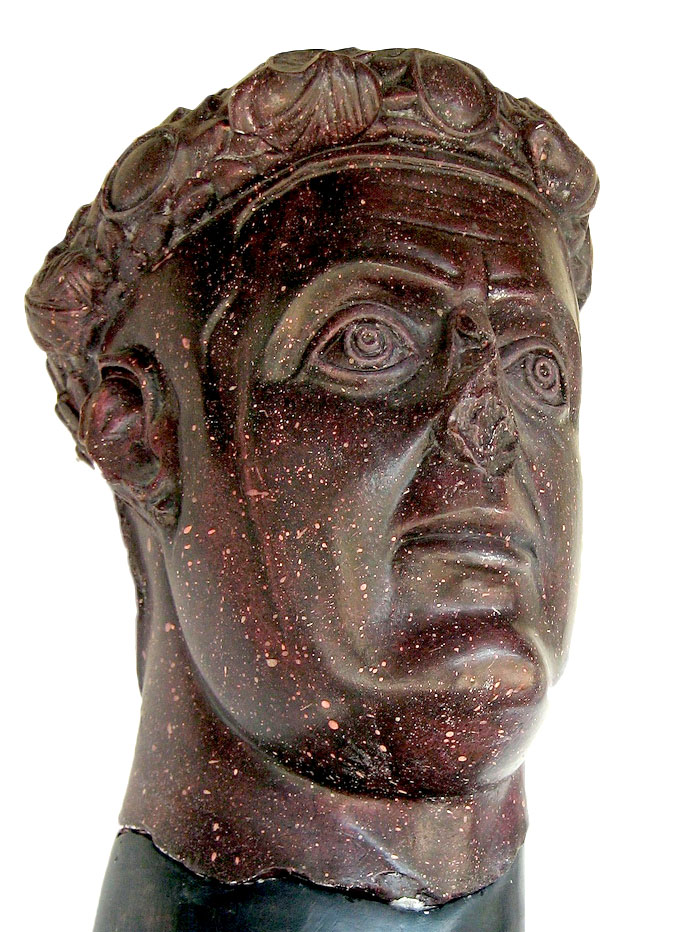
Cap de Galeri, trobat al jaciment
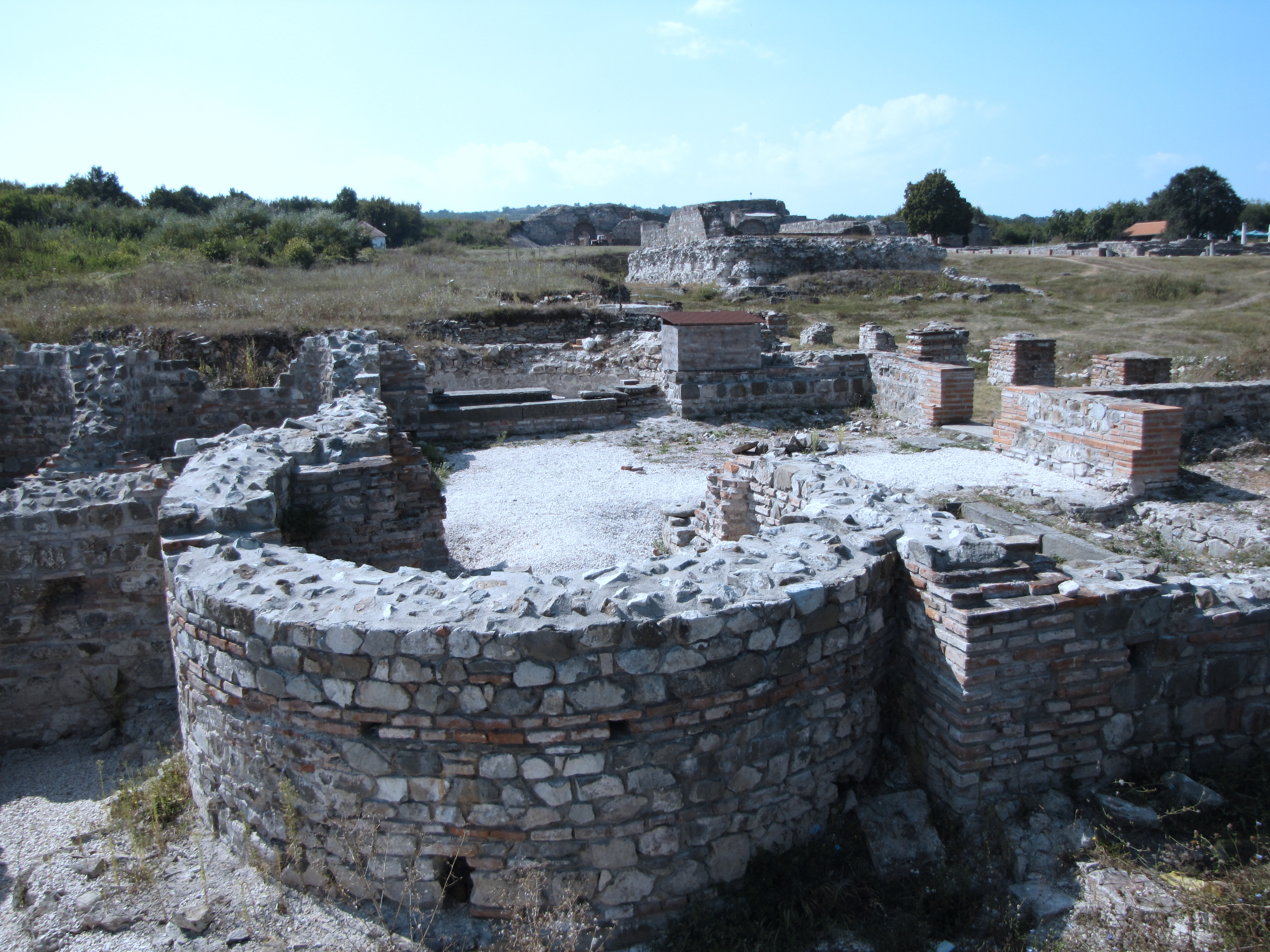
Banys
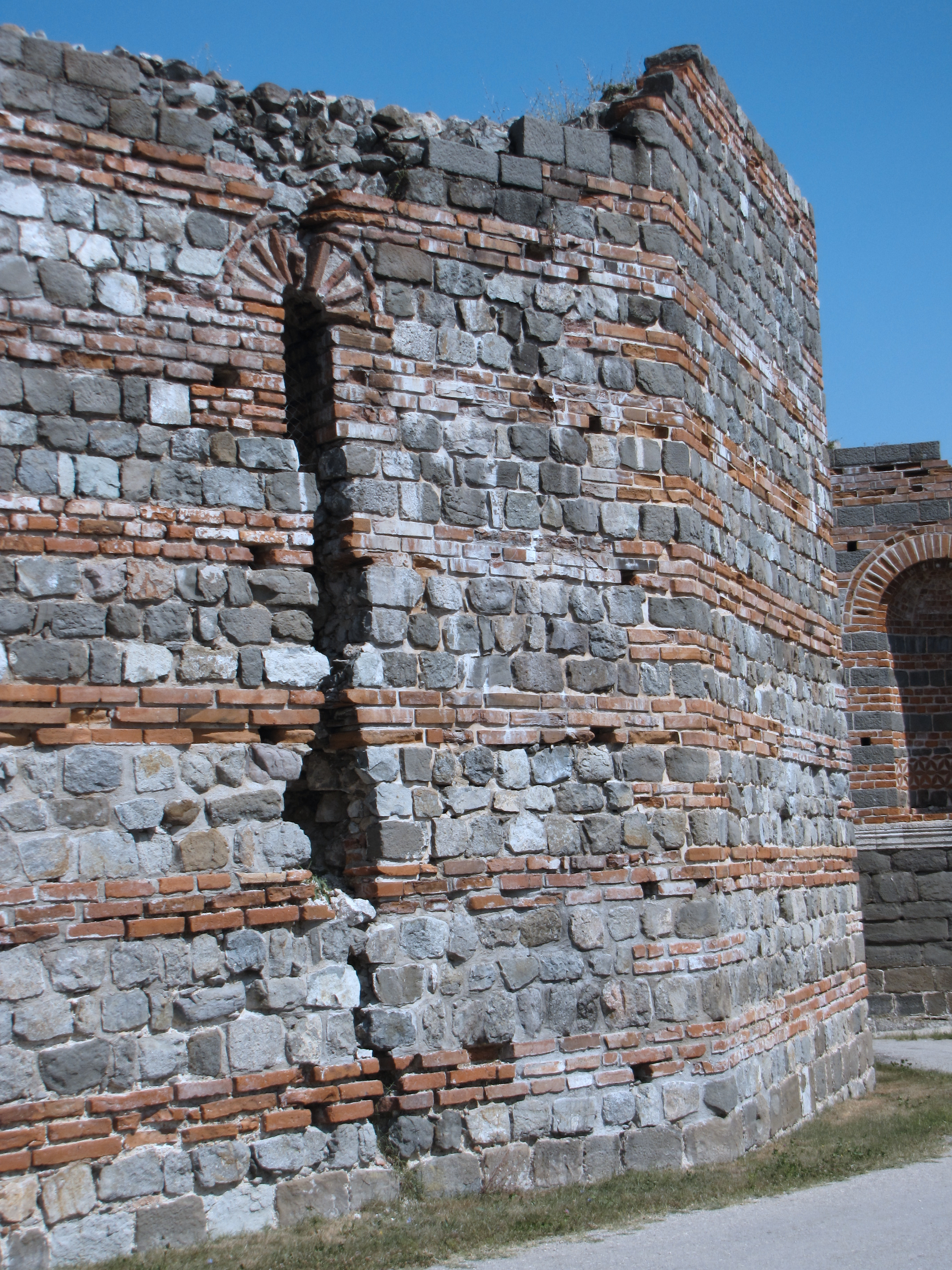
Fortificacions
Plànol